# 무서운 아이들
무서운 아이들(The Strange Ones, Les Enfants Terribles)은 프랑스에서 제작된 장 피에르 멜빌 감독의 1950년 드라마 영화이다. 니콜 스테판 등이 주연으로 출연하였고 장 피에르 멜빌 등이 제작에 참여하였다.

## 출연

### 주연
- 니콜 스테판
- 에두아르 데르미스

### 조연
- 르니 코시마
- 자크 베르나르
- 멜빈 마틴
- 마리아 실리아쿠스
- 장 콕토
- 장 마리 로뱅
- Maurice Revel

## 제작진
- 원작자: 장 콕토
- 미술: 장 피에르 멜빌